# Young for Eternity
Young for Eternity è l'album di debutto del gruppo britannico The Subways. È stato pubblicato il 4 luglio 2005 ed ha raggiunto la posizione numero 32 nella classifica delle vendite britanniche (Official Albums Chart).

## Tracce
1. I Want to Hear What You Have Got to Say - 3:24
2. Holiday - 1:52
3. Rock & Roll Queen - 2:51
4. Mary - 2:59
5. Young for Eternity - 2:08
6. Lines of Light - 2:12
7. Oh Yeah - 2:58
8. City Pavement - 2:44
9. No Goodbyes - 3:31
10. With You - 3:02
11. She Sun - 3:21
12. Somewhere - 11:23
  - Contiene la hidden track At 1am a partire dal minuto 4:46[2]

## Formazione
- Billy Lunn — chitarra, voce, paroliere
- Charlotte Cooper — basso, seconda voce
- Josh Morgan — batteria
- Ian Broudie — produzione, missaggio
- Jon Gray - ingegnere del suono, missaggio
- Stuart Nicholls - fotografia
- Sarh Foley - design

## Singoli
| Singoli                                                                 |
| ----------------------------------------------------------------------- |
| 1am - Pubblicato il: 4 ottobre 2004 - B-side: You Got Me                |
| Oh Yeah - Pubblicato il: 21 marzo 2005 - B-side: Take Me Away           |
| Rock & Roll Queen - Pubblicato il: 20 giugno 2005 - B-side: Automatic   |
| With You - Pubblicato il: 12 settembre 2005 - B-side: A Plain Above     |
| No Goodbyes - Pubblicato il: 12 dicembre 2005 - B-side: Road to Nowhere |